# 教願寺
教願寺（きょうがんじ）は、北海道札幌市北区篠路町上篠路21番地にある真宗大谷派の寺院。本山は京都の東本願寺(真宗本廟=通称：お東)。札幌市内の真宗大谷派の末寺では歴史ある寺院。現如上人が北海道開拓の折、当地にたたれ、この地に一寺建立の発願により創設。当時の真宗大谷派では、東の苗穂村に法国寺、西の琴似村に浄恩寺、南の豊平村に慧林寺、北の篠路村に教願寺が建立された。

## 沿革
- 1870年 - 説教所として開かれる。
- 1895年 - 教願寺として寺号公称が許可される。
- 1936年 - 本堂改築する。
- 1957年 - 納骨堂新築する。
- 1971年 - 書院改築する。
- 1977年 - 宗祖親鸞聖人誕生800年立教開宗750年法要
- 1978年 - 納骨堂新築本堂修復工事開始する。
- 1986年 - ボーイスカウト札幌第36団発足する。
- 1994年 - 教願寺開基100周年記念として塀を建設する。
- 2000年 - 蓮如上人500回忌法要をする。
- 2015年 - 3月、永代経にて開基120周年イベントとしてイラストレーターjbstyleを招き、業界初となるお寺でのマウスアートイベントを開催した。